# Zwalin
Pour la rivière qui a donné son nom à la commune, voir Zwalin (rivière).
Zwalin,,, (nom néerlandais : Zwalm) est une commune néerlandophone de Belgique située en Région flamande, dans la province de Flandre-Orientale. Elle est issue de la fusion en 1977 des anciennes communes de Munkzwalm, qui avait déjà connu une première fusion en 1971, et Nederzwalm-Hermelgem.

## Sections de la commune
| #  | Section              | Superf. (km²) | Habitants (2020) | Habitants par km² | Code INS |
| -- | -------------------- | ------------- | ---------------- | ----------------- | -------- |
| 1  | Munkzwalm            | 5,00          | 2.085            | 417               | 45065A   |
| 2  | Paulatem             | 1,55          | 118              | 76                | 45065B   |
| 3  | Laethem-Sainte-Marie | 2,22          | 672              | 303               | 45065C   |
| 4  | Meilegem             | 2,03          | 335              | 165               | 45065D   |
| 5  | Beerlegem            | 2,30          | 383              | 167               | 45065E   |
| 6  | Dikkele              | 1,44          | 179              | 125               | 45065F   |
| 7  | Hundelgem            | 1,87          | 639              | 342               | 45065G   |
| 8  | Roborst              | 3,51          | 791              | 225               | 45065H   |
| 9  | Rozebeke             | 1,90          | 436              | 230               | 45065J   |
| 10 | Boucle-Saint-Blaise  | 4,17          | 772              | 185               | 45065K   |
| 11 | Boucle-Saint-Denis   | 4,73          | 842              | 178               | 45065L   |
| 12 | Nederzwalm-Hermelgem | 3,19          | 914              | 286               | 45065M   |

## Héraldique
|  | La commune possède des armoiries qui lui ont été octroyées le 3 septembre 1980. Elles combinent des éléments d'anciens dirigeants des différents villages de l'actuelle commune de Zwalin. Le premier quartier montre les armes du Pays de Rode, inspirées des armoiries de Robrecht van Cassel, seigneur de Rode dans la première partie du XIVe siècle. Il représente Beerlegem, qui faisait partie du Pays de Rode. Les trois clés du deuxième quartier sont les armoiries de l'abbaye Saint-Pierre de Gand à qui appartenait le village de Dikkele. Le troisième quartier montre les armoiries de Munkzwalm. Le quatrième quartier montre le lion de Namur qui représente Boucle-Saint-Denis qui appartenait autrefois aux comtes de Namur. L'écusson montre les armoiries d'Egmond car Nederzwalm, Paulaethem, Meilegem, Laethem-Sainte-Marie, Rozebeke, Boucle-Saint-Blaise, Hundelgem et Roborst appartenaient toutes à un moment aux comtes d'Egmond. Blasonnement : Écartelé 1. D'or à un lion de sable armé et lampassé de gueules, à la bordure engrêlée de gueules 2. De gueules à trois clefs d'or 3. D'azur à un lion fascé d'argent et de gueules de sept pièces, armé, couronné et lampassé d'or 4. D'or à un lion de sable armé, couronné et lampassé de gueules, à une cotice brochant sur le tout. Chevronné d'or et de gueules de douze pièces sur le tout. - Délibération communale : 25 mars 1980 - Arrêté royal : 3 septembre 1980 - Moniteur belge : 16 octobre 1980 (sans le blasonnement) Source du blasonnement : Heraldy of the World. |

## Évolution démographique
Graphe de l'évolution de la population de la commune. Les données ci-après intègrent les anciennes communes dans les données avant la fusion en 1977.
- Source : DGS - Remarque: 1831 jusqu'à 1981=recensement; depuis 1990=nombre d'habitants chaque 1er janvier[8]

## Tourisme
Le sentier de grande randonnée 122 traverse le territoire de la localité.